# 匍匐露珠草
匍匐露珠草（学名：Circaea repens）为柳叶菜科露珠草属下的一个种。